# Melita dentata
Melita dentata är en kräftdjursart som beskrevs av Henrik Nikolai Krøyer 1842. Melita dentata ingår i släktet Melita och familjen Melitidae. Arten är reproducerande i Sverige. Inga underarter finns listade i Catalogue of Life.